# Margit Schumann
Margit Schumann (Waltershausen, 14 settembre 1952 – Oberhof, 11 aprile 2017) è stata una slittinista tedesca orientale, vincitrice di una medaglia d'oro ai Giochi olimpici a Innsbruck 1976.

## Biografia
Esordì in Coppa del Mondo nella stagione inaugurale della manifestazione nel 1977/78, conquistò il primo podio il 5 febbraio 1978 nel singolo ad Hammarstrand e la prima vittoria il 5 marzo 1978 a Königssee. In classifica generale nella specialità del singolo ha ootenuto come miglior risultato il terzo posto nell'edizione 1977/78.
Prese parte a tre edizioni dei Giochi olimpici invernali, sempre nella specialità del singolo: conquistò il bronzo a Sapporo 1972, l'oro ad Innsbruck 1976 e concluse la sua carriera giungendo sesta a Lake Placid 1980.
Ai campionati mondiali ottenne quattro medaglie d'oro consecutive nel singolo. Nelle rassegne continentali vinse tre titoli europei nel singolo oltre ad un argento ed un bronzo.
Come riconoscimento di questa strepitosa carriera, nel 2004 è stata introdotta nella neonata Hall of Fame della Federazione Internazionale di Slittino.

## Palmarès

### Olimpiadi
- 2 medaglie:
  - 1 oro (singolo a Innsbruck 1976);
  - 1 bronzo (singolo a Sapporo 1972).

### Mondiali
- 4 medaglie:
  - 4 ori (singolo a Oberhof 1973; singolo a Königssee 1974; singolo a Hammarstrand 1975; singolo a Igls 1977).

### Europei
- 5 medaglie:
  - 3 ori (singolo a Königssee 1973; singolo a Imst 1974; singolo a Valdaora 1975);
  - 1 argento (singolo a Königssee 1977);
  - 1 bronzo (singolo a Oberhof 1979).

### Coppa del Mondo
- Miglior piazzamento in classifica generale nel singolo: 3ª nel 1977/78.
- 3 podi (tutti nel singolo):
  - 2 vittorie;
  - 1 secondo posto.

#### Coppa del Mondo - vittorie
| Data            | Luogo        | Paese          | Disciplina |
| --------------- | ------------ | -------------- | ---------- |
| 5 marzo 1978    | Königssee    | Germania Ovest | Singolo    |
| 14 gennaio 1979 | Hammarstrand | Svezia         | Singolo    |